# ザ・ディスカバリー
『ザ・ディスカバリー』は、2017年のアメリカ合衆国とイギリスの合作によるSF映画である。監督はチャーリー・マクダウェル、主演はジェイソン・シーゲルとルーニー・マーラが務めた。
劇場公開はされず、世界各国でネットフリックスによる配信が行われている。

## ストーリー
科学者トーマス・ハーバーは、“死後の世界”の存在を証明したと世間に公表するが、それは皮肉にも世界の自殺予備軍の背中を後押しする形となる。大量の自殺者を出した一連の騒動の半年後、トーマスはテレビ・クルーを自宅に呼びインタビューに応じていた。“死後世界の証明”は厳密には「死後に肉体から離れる脳の波長を補足した」までのものであり、「脳波がどこに行き着くか」までは解明出来ていないものだった。にもかかわらず死後世界発見を発表し100万人もの自殺者を出したトーマスに対しインタビュアーは責任を問う。トーマスが「自分に責任はない」と答える中、番組スタッフの一人がその場で拳銃自殺を行い、その映像が生放送で世に発信されてしまう。
事件から1年半後、トーマスは行方をくらましており、世界は衝撃の自殺映像により400万人にまで自殺者数を増やしていた。そんなある日、トーマスの息子ウィルは移動中のフェリーで、アイラという女性と出会う。アイラは自殺集団の考えは支持していないものの、死後世界はあると考えていたが、ウィルは死後世界の証明が決定的ではないとの立場をとっていて、人々が疑いもせず安易に自殺していくことに苛立ちをおぼえていた。ウィルはアイラに、幼少期の臨死体験の記憶についても語った。ウィルは砂浜に座る男の子を死後世界で見たのだという。
港に迎えに来ていた弟トビーの車に乗ったウィルは、トーマスの邸宅へと向かった。トーマスは人里離れた場所に邸宅を建て、そこを研究拠点にしようとしていたのであった。その邸宅で働く人々は皆、自殺未遂を起こした人間たちだった。ウィルとトビーが部屋に入るとそこではレイシーとクーパーがトーマスの蘇生を試みていた。トーマスを殺したのはレイシーとクーパーだったのだ。ウィルは蘇ったトーマスに死亡率上昇の責任を取るよう糾弾した。
ウィルが浜辺を歩いていると、重りを抱えたアイラが海に入っていくのが見えた。必死の思いでアイラの入水自殺を止めたウィルは、彼女を邸宅へと連れて行くことにした。邸宅で暮らす人々の話し合いの中で、トーマスは「死者が死後世界で見たものを記録できる装置の開発に成功したが、被験者がいない」と言った。そこで、ウィルは近くの病院の遺体安置所からフィリップスという男の死体を盗み出した。
ウィルは子供の頃に母親が自殺してしまったことをアイラに明かした。翌日、トーマスたちは死後世界の記録を取ろうとしたが、何も記録できなかった。実はウィルが装置に仕掛けを施して、映像データが別の場所に転送されるようになっていたのである。転送されたデータを再生すると、そこには病院に向かった男性が誰かを見舞い、女性と口論する様子が記録されていた。データからその病院を割り出したウィルは、現地へと向かったが、データに記録されていた出来事が起きたのが少なくとも10年以上前であることを知っただけに終わった。
実験の失敗の原因を検討するミーティングで、トーマスは機材の不調を邸宅に暮らす人々に言いふらしたレイシーを論難し、ここから出ていくように命じた。ウィルはアイラを先の病院へと連れて行き、そこで録画された映像を見せた。ウィルは「ここに映っているのは死後世界の映像ではないと思う」とアイラに言うのだった。病院内を捜索した2人は、フィリップスの父親のものと思われるカルテを発見した。
トーマスの実験とウィルとアイラの調査の末に、死後世界とされていた世界の真の姿が明らかになってしまう。

## キャスト
※括弧内は日本語吹替
- ウィル・ハーバー - ジェイソン・シーゲル（山野井仁）
- アイラ - ルーニー・マーラ（能登麻美子）
- トビー・ハーバー - ジェシー・プレモンス（岡哲也）
- レイシー - ライリー・キーオ（あんどうさくら）
- トーマス・ハーバー - ロバート・レッドフォード（佐々木敏）
- クーパー - ロン・カナダ（浦山迅）
- インタビュアー - メアリー・スティーンバージェン（入江純）
- ジャニス - M・J・カーミ（新谷真弓）
- パット - ポール・ベルフィール（本多新也）
- オリバー - アダム・モリソン・カイキン（宇山玲加）
- アンディ - ブライアン・マッカーシー（西谷修一）
- 放送記者（吉田健司）
- 館内放送（山口協佳）

日本語版スタッフ：演出：藤本直樹、翻訳：寺本亜紀、制作：ACクリエイト

## 製作
2015年10月、チャーリー・マクダウェルが自身の脚本をニコラス・ホルトとルーニー・マーラ主演で映画化する計画を進めているとの報道があった。2016年3月、スケジュールの都合でホルトが降板し、その代役としてジェイソン・シーゲルが起用されると報じられた。また、ロバート・レッドフォード、ライリー・キーオ、ジェシー・プレモンスの出演も決まった。
本作の主要撮影は2016年3月28日にロードアイランド州ニューポートで始まり、同年5月1日に終了した。

## 公開
2016年6月、ネットフリックスが本作の全世界配給権を購入したと発表した。2017年1月20日、サンダンス映画祭にて本作のプレミア上映が行われた。

## 評価
本作に対する批評家の評価は可もなく不可もなくというレベルに落ち着いている。映画批評集積サイトのRotten Tomatoesには49件のレビューがあり、批評家支持率は43%、平均点は10点満点で5.5点となっている。また、Metacriticには18件のレビューがあり、加重平均値は55/100となっている。
『バラエティ』のデニス・ハーヴェイは「『ザ・ディスカバリー』は素晴らしい題材を見出したにも拘わらず、最終的には、その謎が陳腐なものになってしまった。」と述べている。